# Súdánská kuchyně

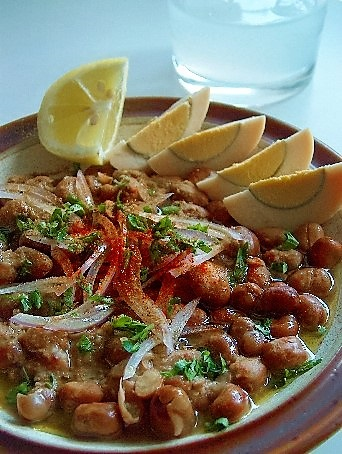
Ful

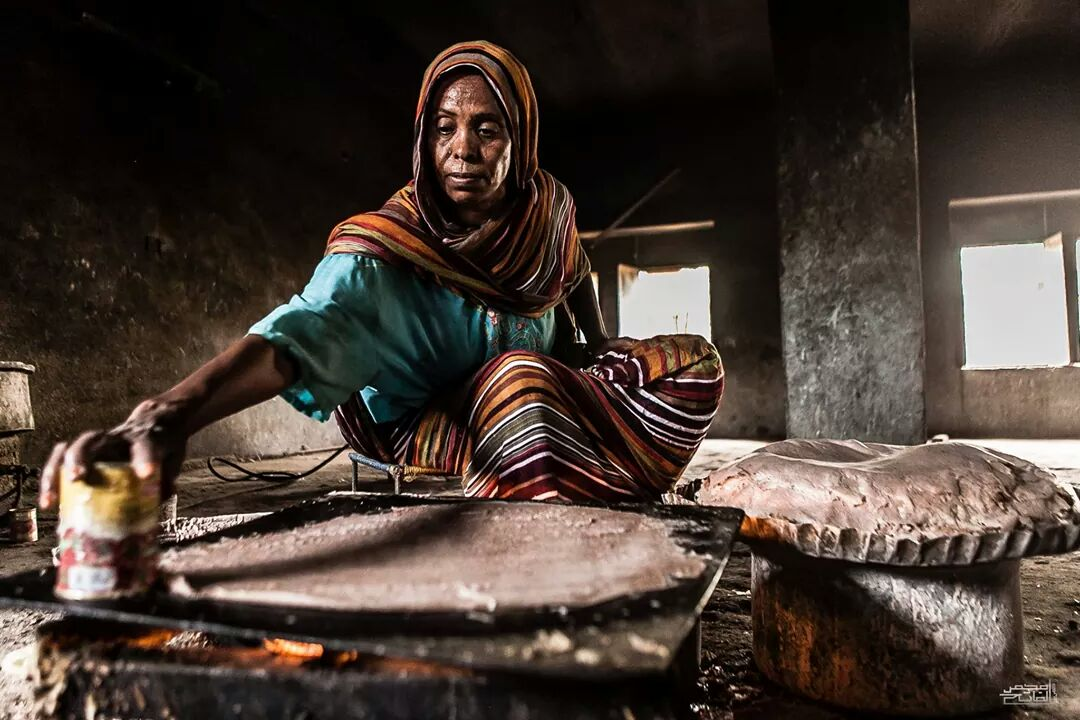
Výroba kisry

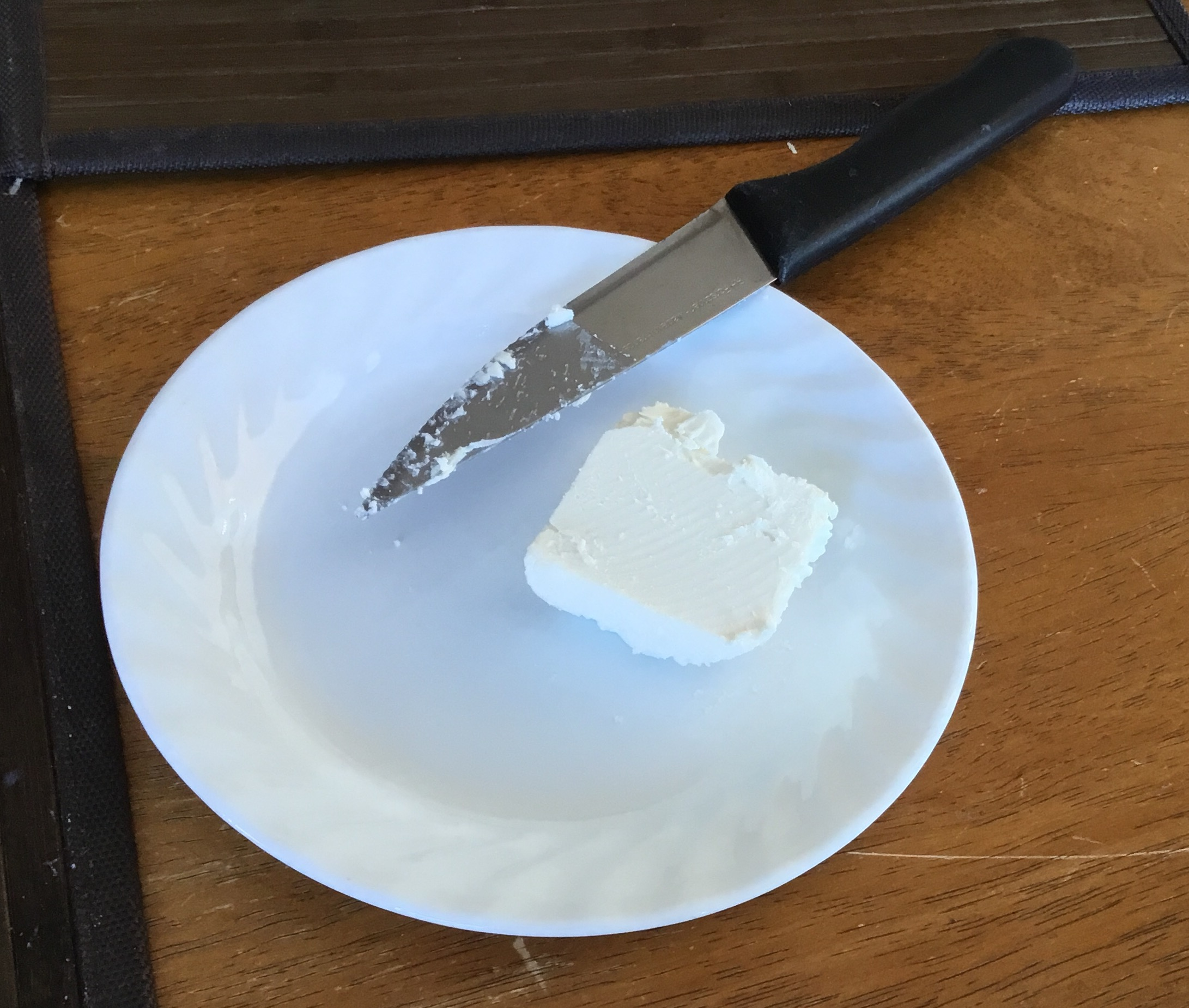
Sýr gibna bayda

Súdánská kuchyně byla ovlivněna mnoha vlivy a liší se region od regionu.

## Příklady súdánských pokrmů
- Elmaraara, pokrm ze syrových ovčích vnitřností, cibule a arašídového másla
- Ful, někdy se bere jako národní jídlo Súdánu, ačkoliv pochází z arabské a egyptské kuchyně. Jedná se o pokrm z bobů v rajčatové omáčce.[1]
- Kisra, příloha z čirokové mouky podobná palačince nebo etiopské indžeře[2]
- Různé dušené pokrmy
- Kajaik, pokrm ze sušených ryb
- Kawari, polévka z ovčích nebo kravských kopyt se zeleninou.
- Elmussalammiya, polévka z jater, datlí a koření.
- Shayaa, kousky smaženého jehněčího masa s česnekem a cibulí
- Farakh hala, kousky kuřecího masa vařené v pikantní rajčatové omáčce
- Taghaliya, omáčka z okry.[3]
- Gibna bayda, bílý slaný sýr, obdoba egyptského sýra domiati[4]
- Káva

## Alkoholické nápoje
Súdán byl historicky jednou z mála muslimských zemí, kde byla povolena konzumace alkoholu. Bylo zde rozšířeno například jáhlové víno nebo araqi, alkoholický nápoj z datlí. To se ale změnilo v 80. letech 20. století kdy se začalo stále více prosazovat právo šaría a konzumace alkoholu byla zakázána. I přesto se lze i dnes v Súdánu setkat s araqi.